# Fábio Santos
Fábio Santos (* 16. září 1985) je brazilský fotbalista.

## Reprezentační kariéra
Fábio Santos odehrál za brazilský národní tým v roce 2012 celkem 3 reprezentační utkání.

## Statistiky
| Brazílie | Brazílie | Brazílie |
| Roky     | Záp.     | Góly     |
| -------- | -------- | -------- |
| 2012     | 3        | 0        |
| Celkem   | 3        | 0        |